# Кучма, Винценты

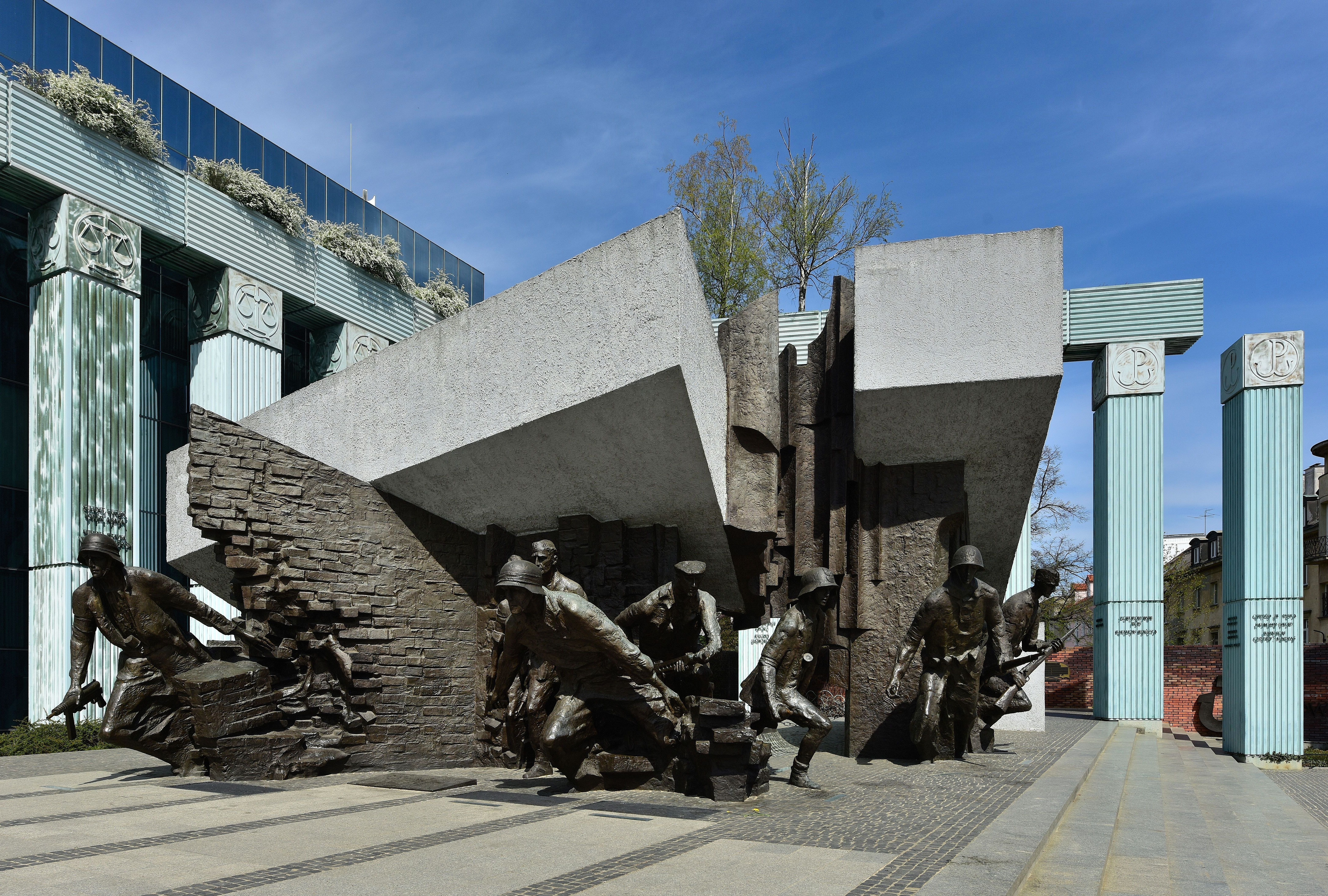
Памятник участникам Варшавского восстания

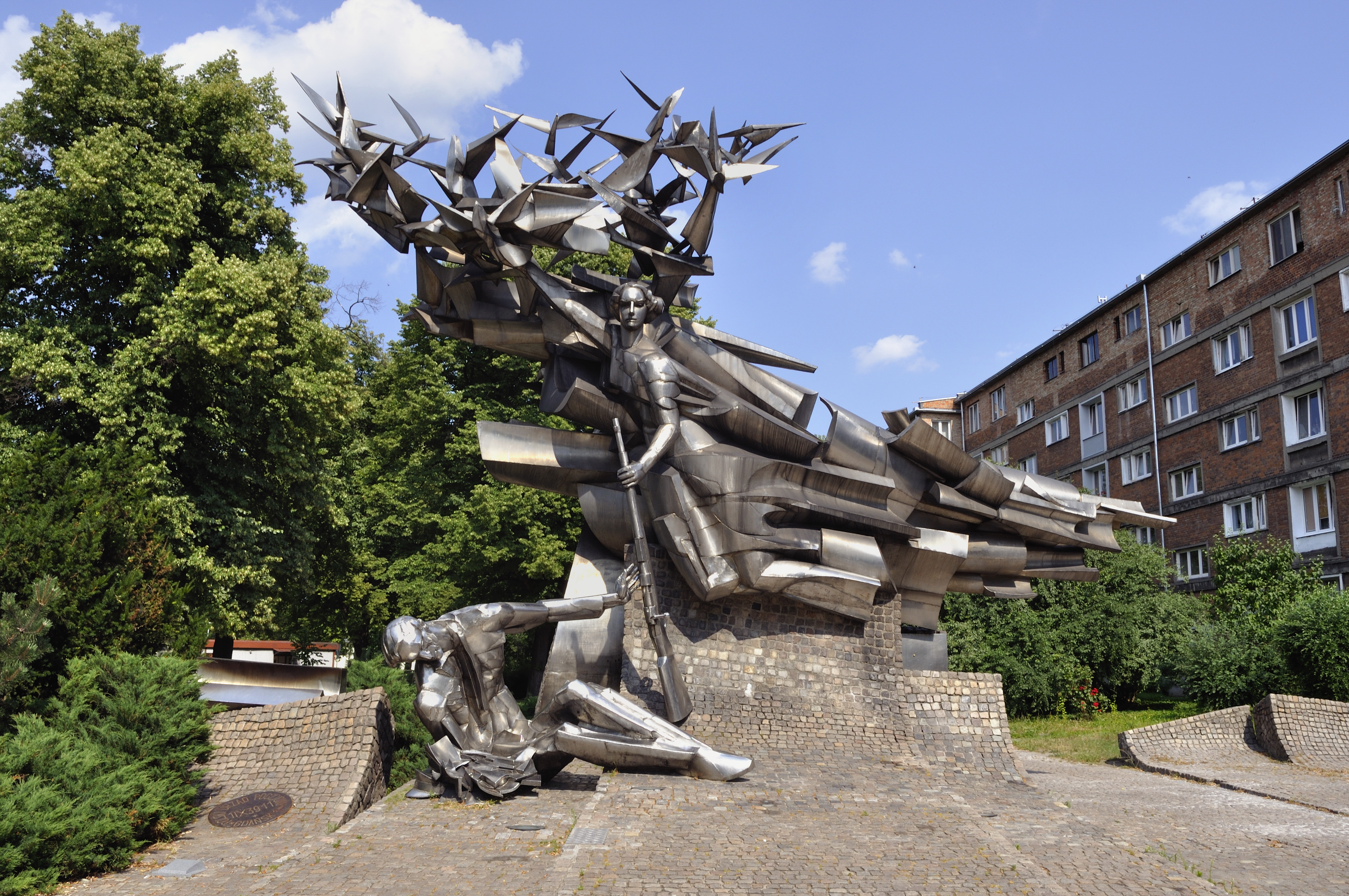
Памятник защитникам польской почты

Винценты Кучма (пол. Wincenty Kućma; 25 мая 1935, Збелутка, Польская Республика (ныне гмина Лагув (Келецкий повят), Свентокшиское воеводство) — польский скульптор, медальер, дизайнер.

## Биография
В 1962 году окончил скульптурное отделение Краковской академии искусств. Преподавал в альма-матер до 2000 года. Участвовал в создании клуба «Кузница».
Скульптор-монументалист. Автор многих памятников в Польше и за границей (Краков, Варшава, Тарнув, Сохачев, Торунь, Кельце, Иркутск, Сахалин, Сандомир, Нью-Дели и др.). Кроме того, занимается небольшими скульптурными формами, медалями, рисунками, дизайном. и
Экспонировал свои работы на 20 индивидуальных выставках, участвовал в 75 коллективных выставках в Польше и 53 выставках за рубежом.
Многие его работы находятся в музеях и частных коллекциях в стране и за рубежом, участвовал во многих скульптурных и архитектурных конкурсах.

## Памятники
- Памятник защитникам польской почты в Гданьске (1979)
- Памятник участникам Варшавского восстания в Варшаве (1989)
- Памятник павшим в защиту Отечества в Ченстохове (1985)
- Памятник Иоанну Павлу II в Сохачеве
- Памятник Армии Крайовой в Кельце
- Памятник «Идея Коперника» в Нью-Дели
- Памятник «Лодочник» в Донкастере, Англия

## Другие скульптурные работы
- Сердце Македонии (Северная Македония),
- Архитектурный фриз «Горизонтальная композиция» и фонтан в Женеве (Швейцария),
- Фонтан на Рыночной площади в Легнице,
- Композиция «Флейтист и материнство» в Коньске,
- Композиция «Дымы крематориев» и эпитафия в Освенциме.

## Награды
- Орден Белого орла (Польша) (2019)
- Командор со звездой Ордена Возрождения Польши (1989)
- Офицер Ордена Возрождения Польши (1985)
- Кавалер Ордена Возрождения Польши (1979)
- Золотой Крест Заслуги (1989)
- Командор Ордена Святого Григория Великого (2000)
- Золотая Медаль «За охрану национальных памятников» (1979)
- Золотая Медаль «За заслуги в культуре Gloria Artis» (2008)
- Заслуженный деятель культуры Польши
- Почётный знак за заслуги перед Варшавой
- Почётный знак за заслуги перед Гданьском
- Почётный знак за заслуги перед Краковом
- Медаль Национального комитета Польши по образованию (2002)
- Медаль Per Artem ad Deum (искусство Богу) (2015)